# Рихо, Луис
Луи́с Альбе́рто Ри́хо (исп. Luis Alberto Rijo; 28 сентября 1927, Монтевидео — 8 мая 2001, Ривера) — уругвайский футболист, чемпион мира 1950 года. Играл на позиции нападающего.

## Биография
На клубном уровне выступал за клуб «Сентраль» из Монтевидео. В конце 1940-х годов в линии нападения сборной Уругвая существовала достаточно большая конкуренция. Перед чемпионатом мира 1950 года ставка была сделана на игроков «Пеньяроля», а на роль дублёров претендовала целая группа футболистов. Однако Хуан Лопес, работавший в «Сентрале» и лучше знавший игроков этого клуба, сделал выбор в пользу Рихо. Это стало большим ударом для будущего знаменитого уругвайского тренера Хосе Рикардо Де Леона, чьи наработки по сей день используют такие специалисты, как Грегорио Перес и Хуан Рамон Карраско. Де Леон, выступавший за «Дефенсор», по его собственному признанию, проводил лучший сезон в карьере и вполне мог стать через год чемпионом мира.
На чемпионате мира 1950 года Рихо был включён в заявку сборной Уругвая, но на поле не выходил, однако также стал чемпионом мира. Был дублёром Оскара Омара Мигеса на чемпионате.
Умер 8 мая 2001 года в Ривере, где жил в последние годы.
В 2005 году в честь 100-летия основания клуба «Сентраль Эспаньол» в Уругвае были выпущены марки с тремя наиболее значимыми фигурами клуба — чемпионами мира 1950 года Родригесом Андраде (один из ключевых игроков в сборной), его партнёром Луисом Рихо и тренером сборной на турнире Хуаном Лопесом.

## Титулы
- Чемпион мира (1): 1950